# Scalmatica rigens
Scalmatica rigens är en fjärilsart som beskrevs av Edward Meyrick 1916. Scalmatica rigens ingår i släktet Scalmatica, och familjen äkta malar.
Artens utbredningsområde är Malawi. Inga underarter finns listade.